# 河西街道 (来宾市)
河西街道，是中华人民共和国广西壮族自治区来宾市兴宾区下辖的一个乡镇级行政单位。

## 行政区划
河西街道下辖以下地区：
河西社区和长梅社区。